# Bactris glandulosa
Bactris glandulosa là loài thực vật có hoa thuộc họ Arecaceae. Loài này được Oerst. mô tả khoa học đầu tiên năm 1859.